# Саутуарк (мост)
Саутуарк ([ˈsʌðɨk]) — арочный мост в Лондоне, предназначенный для движения транспорта, соединяющего район Саутварк и город через Темзу. Кроме того, когда другие мосты закрываются на временный ремонт, на нем меньше всего трафика среди мостов через Темзу в Лондоне.

## История
Предыдущий мост, спроектированный Джоном Ренни Старшим, открылся на этом месте в 1819 году. На карте Лондона Кэри 1818 года он был обозначен как мост на Куинн-стрит. На всех последующих картах он обозначен как Southwark Bridge. Мост состоял из трех больших чугунных пролетов, поддерживаемых гранитными опорами. Мост отличался самым длинным из когда-либо построенных чугунных пролетов — 240 футов (73 м). Неудивительно, что он стал известен в просторечии как «Железный мост», как упоминается, в частности, в «Маленькой Доррит» Чарльза Диккенса. Железные пролёты были отлиты в Масборо, Ротерем. Это была коммерческая платная операция, которая пыталась конкурировать с бесплатными телефонными линиями Blackfriars и London .мосты поблизости, но компания обанкротилась, и её доли были приобретены Bridge House Estates, которая затем сделала её бесплатной в 1864 году. Новый мост на этом месте был спроектирован Эрнестом Джорджем и Бэзилом Моттом. Он был построен сэром Уильямом Арролом и компанией и открыт 6 июня 1921 года
На полпути вдоль моста с западной стороны находится мемориальная доска с надписью
Перестроен Комитетом по поместьям Bridge House
Лондонской корпорации
1913-1921 гг.
Открыт для движения их величествами
королем Георгом V и королевой Марией
6 июня 1921
г. сэр Эрнест Лэмб CMG, председатель JP
Бэзил Мотт, инженер CB
сэр Эрнест Джордж Р. А.
Мост обеспечивает доступ к улице Верхней Темзы на северном берегу, и из-за стального кольца нет дальнейшего доступа к городу и северу. Мост принадлежит и обслуживается Bridge House Estates, благотворительным фондом, контролируемым корпорацией лондонского Сити. В 1995 году нынешнему мосту был присвоен памятника архитектуры II степени.

## Популярная культура
- Мост Саутуарк появляется во многих фильмах, в том числе «Гарри Поттер и Орден Феникса» (2007).
- В диснеевском фильме 1964 года «Мэри Поппинс» семья Бэнксов ошибочно думает, что Джордж Бэнкс покончил жизнь самоубийством, спрыгнув с моста после того, как его уволили с работы в банке.